# Prvenstvo Jugoslavije u ragbiju 1958.
Prvenstvo Jugoslavije u ragbiju za 1958. godinu je osvojila momčad Mladost iz Zagreba. Igrano je po pravilima ragbija 13.

## Ljestvica
| poz. | klub              | ut. | pob. | rem. | por. | poeni | bod. |
| ---- | ----------------- | --- | ---- | ---- | ---- | ----- | ---- |
| 1.   | Mladost Zagreb    | 3   | 2    | 0    | 1    | 33:17 | 4    |
| 2.   | Jedinstvo Pančevo | 3   | 2    | 0    | 1    | 51:31 | 4    |
| 3.   | Partizan Beograd  | 3   | 2    | 0    | 1    | 22:32 | 4    |
| 4.   | Zmaj Zemun        | 3   | 0    | 0    | 3    | 25:51 | 0    |